# Václav Jindřich Veit
Pour les articles homonymes, voir Veit.
Václav Jindřich Veit, connu en allemand sous le nom de Wenzel Heinrich Veit, né le 19 janvier 1806 dans le village de Řepnice, qui fait maintenant partie de Libochovany, près de Litoměřice – mort le 16 février 1864 à Litoměřice, est un compositeur, copiste, pianiste et juriste tchèque.

## Biographie
Pour payer les frais de scolarité à l'école de droit à Prague, Veit donne des leçons de musique. Après l'obtention de son diplôme de droit et un poste en tant que secrétaire juridique, Veit continue d'enseigner la musique et se met même à composer. Il écrit essentiellement de la musique de chambre et, plus tard dans sa vie, il écrit des mélodies sur des textes tchèques, telle que Pozdravení pěvcovo. Il écrit également de la musique d'église, notamment un Te Deum et deux messes. Bien qu'ayant écrit de la musique d'orchestre, tel un concertino pour violon et une parodie de la Symphonie fantastique de  Berlioz, Veit écrit seulement une symphonie en mi mineur, qui est cependant considérée comme un « notable jalon dans le développement du style symphonique tchèque ».